# Abdelkader Mahdad
 (septembre 2012).
Si vous disposez d'ouvrages ou d'articles de référence ou si vous connaissez des sites web de qualité traitant du thème abordé ici, merci de compléter l'article en donnant les références utiles à sa vérifiabilité et en les liant à la section « Notes et références ».
Abdelkader Mahdad est un homme de lettres et un homme politique algérien, né le 21 novembre 1896 dans le quartier Derb Sidi El Yeddoun à Tlemcen et mort le 21 mai 1994 à Tlemcen à l’âge de 97 ans. Membre de l’Association des Oulamas algériens, membre du comité directeur des AML.

## Biographie
En 1919, il crée l’association « jeunesse littéraire musulmane », constitué d’intellectuels. Une année plus  tard, il crée, le 7 mai 1920, l’association « Jeunesse tlemcenienne ». Si M’hammed Berrahal en était le président d’honneur. Cette association avait pour rôle la prise de conscience patriotique, dans la renaissance arabe. 
Il obtient l'agrégation d'arabe en 1932.
Il mène un combat nationaliste où il défend la personnalité arabo-musulmane distincte de l’Algérie. À cet effet, il a écrit : 
« la première réalité qui s’impose à l’attention de tout observateur impartial, c’est que malgré plus d’un siècle de colonisation, de pratique politique à sens unique, véritable camisole de force ou l’on tente d’enserrer toutes les facultés, toutes les possibilités de développement d’un peuple, l’Algérie est restée profondément arabe et musulmane. Arabe, elle l’est aujourd’hui comme il y a treize siècles de par son attachement indéfectible à une langue qui, au cours d’une longue carrière, s’est identifiée à la pensée littéraire, philosophique et dogmatique de toute l’Afrique du Nord. Il suffit de rappeler pour marquer ce que la pensée arabe doit à l’Afrique du Nord, et à l’Algérie en particulier, que de traités de grammaire, de théologie, de manuels de littérature, encore en honneur aujourd’hui dans les grandes universités d’Orient, sont dus à des auteurs algériens. » (Le jeune Musulman, no 5, décembre 1952).
Il est connu pour ses travaux sur la littérature maghrébine d’essence andalouse. Il s’occupe des traductions. 
Il est auteur d’un nombre important d’articles et de deux ouvrages (traductions) : 
- 1942, Zad El Moussafir (Le viatique du voyageur), inspiré de l’œuvre de Ibn Al Jazzar
- Poèmes à chanter et à danser (Zendjel El Andaloussi).

Après l’indépendance, il est chargé de nombreuses missions de recherches sur le patrimoine algérien, notamment en Turquie, par l’État Algérien.